# صفحه سوم
صفحهٔ سوم (ترکی استانبولی: Üçüncü Sayfa) یک فیلم به کارگردانی زکی دمیرکوبوز است که در سال ۱۹۹۹ منتشر شد. از بازیگران آن می‌توان به زکی دمیرکوبوز، باشاک کوکلوکایا، و سردار اورچین اشاره کرد.